# Villa Sándor
Le villa Sándor (en hongrois : Sándor-villa) est un édifice situé dans le 2e arrondissement de Budapest.